# Stanisław Wojciechowski

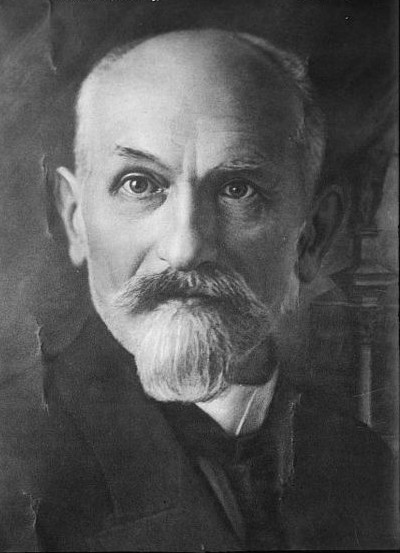
Stanisław Wojciechowski

Stanislaw Wojciechowski (Kalisz, 1869. március 15. – Varsó, 1953. április 9.) lengyel politikus, a Második Lengyel Köztársaság köztársasági elnöke.

## Életrajz
Nemesi, értelmiségi családba született. Matematikai és fizikai tanulmányait a varsói egyetemen végezte 1888–1891 között. Az egyetemi évek alatt már tagja volt két földalatti szervezetnek: Zet (Lengyel Ifjúsági Unió), Munkások Uniója.
1891-ben letartóztatták a lengyel szocialista mozgalomban való részvétele miatt, mely az Orosz Birodalomtól való függetlenségért harcolt. Kiszabadulását követően Párizsba ment, ahol részt vett a Párizsi Kongresszus munkájában.
1893-ban Stanislaw Wojciechowski segédletével Vilniusban megalakult a Lengyel Szocialista Párt Kongresszusa. Ott találkozott és barátkozott össze Józef Piłsudski későbbi marsallal. Wojciechowskit rendszeres agitációi miatt kiutasították Franciaországból 1895-ben, de illegalitásban 1899-ig ott élt. Ezt követően elköltözött Londonba, ahol segített kiadni a Lengyel Szocialista című folyóiratot, Przedswit (Hajnal).
1905-ben Piłsudskival közösen szerkesztette a Munkás című újságot. 1906-ban az általános zűrzavar közepette visszatért Lengyelországba.

## Fordítás
Ez a szócikk részben vagy egészben  a   Stanisław Wojciechowski című angol Wikipédia-szócikk ezen változatának fordításán alapul.  Az eredeti cikk szerkesztőit annak laptörténete sorolja fel. Ez a jelzés csupán a megfogalmazás eredetét és a szerzői jogokat jelzi, nem szolgál a cikkben szereplő információk forrásmegjelöléseként.